# Ordine della Caccia al bufalo
L'ordine della caccia al bufalo è stato un ordine cavalleresco dello stato federale del Manitoba, in Canada.
È stato costituito il 25 marzo 1957 per premiare persone non necessariamente residenti in Manitoba ma "noti per i servizi resi al Manitoba".
L'Ordine è stato riformato nel 1977.
Nel 1999 è stato sostituito dell'ordine del Manitoba.

## Assegnazione
Il premio era accompagnato da un certificato di iscrizione firmato dal presidente del Consiglio e sigillato con il Grande Sigillo e da statuetta di bufalo con una targa in ottone opportunamente iscritta apposta alla sua base. Il suo primo destinatario era la regina Elisabetta II.
L'Ordine era assegnato a individui che hanno dimostrato eccezionali capacità in materia di leadership e per straordinari servizi nella comunità. L'assegnazione era aperta a tutti. Chi avesse voluto proporre qualche adesione doveva inviare la richiesta per iscritto al cancelliere del Consiglio direttivo per la provincia di Manitoba.

## Classi
I livelli di nomina nell'ordine erano i seguenti:
- capo cacciatore
- capitano della caccia
- prevosto della caccia
- esploratore
- rettore